# Crivello di Legendre
In matematica, il crivello di Legendre è il metodo più semplice nella moderna teoria dei crivelli.  Applica il concetto del crivello di Eratostene per trovare limiti inferiori e superiori alla stima della quantità di numeri primi entro un dato intervallo di interi. Poiché è una semplice estensione dell'idea di Eratostene, è a volte citato come crivello di Legendre-Eratostene.

## L'identità di Legendre
L'idea base del metodo è espressa da questa identità, detta a volte identità di Legendre:
{\displaystyle S(A,P)=\sum _{a\in A}\sum _{d|a;d|P}\mu (d)=\sum _{d|P}\mu (d)|A_{d}|}
dove {\displaystyle A} è un intervallo di interi, {\displaystyle P} è il prodotto di numeri primi distinti, {\displaystyle \mu } è la funzione di Möbius, {\displaystyle A_{d}} è l'insieme degli interi {\displaystyle A} divisibili per {\displaystyle d}, e {\displaystyle S(A,P)} è definito come:
{\displaystyle S(A,P)=|\{n:n\in A,(n,P)=1\}|,}
ossia il numero degli interi in {\displaystyle A} che non hanno fattori comuni con {\displaystyle P}.
Nella maggior parte dei casi {\displaystyle A} sono tutti gli interi minori o uguali di qualche numero {\displaystyle X}, {\displaystyle P} è il prodotto di tutti i primi minori o uguali a qualche intero {\displaystyle z<X}, per cui l'identità di Legendre diviene:
| {\displaystyle S(A,P)} | {\displaystyle =\sum _{d\|P}\mu (d)\left\lfloor {\frac {X}{p_{1}}}\right\rfloor } |
|                        | {\displaystyle =[X]-\sum _{p_{1}<z}\left\lfloor {\frac {X}{p_{1}}}\right\rfloor +\sum _{p_{1}<p_{2}<z}\left\lfloor {\frac {X}{p_{1}p_{2}}}\right\rfloor -\sum _{p_{1}<p_{2}<p_{3}<z}\left\lfloor {\frac {X}{p_{1}p_{2}p_{3}}}\right\rfloor +\cdots } |

(dove {\displaystyle \lfloor x\rfloor } denota la parte intera di {\displaystyle x}). In questo esempio il fatto che l'identità di Legendre sia derivata dal crivello di Eratostene è chiaro: il primo termine è il numero di interi minore di {\displaystyle X}, il secondo rimuove i multipli di tutti i primi, il terzo recupera i prodotti di due primi (che sono stati scartati per errore) e così via finché tutte le {\displaystyle 2^{\pi (z)}} (dove {\displaystyle \pi (z)} denota il numero di primi minori di {\displaystyle z}) combinazioni di primi sono state coperte.
Una volta che {\displaystyle S(A,P)} è stato calcolato per questo caso particolare, può essere usato per ottenere un limite superiore per {\displaystyle \pi (X)} usando l'espressione
{\displaystyle S(A,P)\geq \pi (X)-\pi (z)-1,}
che segue immediatamente dalla definizione di {\displaystyle S(A,P)}.

## Problemi
Il crivello di Legendre non tratta in maniera molto efficace le parti frazionarie dei termini, che si accumulano formando un errore abbastanza grande; questo implica che il crivello stabilisce limiti molto deboli nella maggior parte dei casi. Per questa ragione è stato ormai soppiantato da altre tecniche come il crivello di Brun e il crivello di Selberg, e non viene quasi mai usato in pratica. Tuttavia anche i crivelli più potenti sono sempre basati sulla stessa idea, per cui è utile capire il funzionamento del crivello di Legendre prima di studiare gli altri.